# Ofensiva de Alepo (julio-agosto de 2016)
La ofensiva de Alepo (julio–agosto 2016) refiere a una acción de guerra lanzada en las afueras del sur de Alepo al final de julio de 2016 por rebelarse fuerzas en Siria. El objetivo de la ofensiva era establecer una nueva línea de abastecimiento hacia Alepo, después de una que ofensiva del Ejército había cortado el acceso a Alepo.

## La ofensiva

### Ataque inicial
El 31 de julio, el Ejército de la Conquista lanzó una contraofensiva tanto al sur como al norte de Alepo en un intento por levantar el sitio en las áreas controladas por los rebeldes de la ciudad. Se registraron intensos combates en la autopista Al-Castillo, mientras que los rebeldes lograron capturar la escuela Al-Hikma y dos colinas en las afueras del sur de Alepo, que constituían una avanzada línea de defensa del Ejército, después de que dos ataques suicidas rebeldes atacaron posiciones gubernamentales en el vecindario de Rashidin. Los atentados suicidas destruyeron en gran parte la antigua escuela. La ofensiva rebelde a gran escala incluyó entre 8,000 y 10,000 combatientes, 95 tanques, cientos de lanzadores de cohetes y una gran cantidad de terroristas suicidas. Por la noche, los rebeldes también tomaron el control de la aldea de Al-'Amariyah y llegaron al cercano Proyecto de Vivienda 1070 Al-Hamadaniyah, donde continuaron los combates. En este punto, la Fuerza Aérea Rusa comenzó a realizar fuertes ataques aéreos en un intento por hacer retroceder a la ofensiva rebelde. Durante la noche, los rebeldes también tomaron el Proyecto de Vivienda Al-Hamadaniyah 1070. Los combates luego se trasladaron a la Academia Militar Al-Assad.
A la mañana siguiente, los refuerzos del gobierno llegaron a la Academia Militar Al-Assad, después de lo cual el Ejército inició un contraataque y, según informes, logró cortar el camino entre la escuela Al-Hikma y el Proyecto de Vivienda 1070, dejando a los rebeldes asediados en la zona. Entonces comenzó un asalto al Proyecto de Vivienda 1070. Sin embargo, más tarde en el día, los rebeldes una vez más avanzaron y tomaron el control de la aldea de Mushrifah (también conocida como Sharfa), que está situada en una colina que domina la Academia Militar. Más tarde esa noche, se lanzó un nuevo contraataque del Ejército, y los militares lograron recuperar el vecindario del Proyecto de Vivienda 1070, una colina y una fábrica. En otros lugares, el Ejército respaldado por un intenso bombardeo de la Fuerza Aérea Rusa lanzó un gran asalto en el campo Handarat. Algunos especularon que la posible captura del Campamento Handarat por parte del gobierno crearía una nueva ruta de suministro a los vecindarios del oeste de Alepo. Mientras tanto, las fuerzas kurdas rechazaron una oferta por parte de algunos soldados del gobierno para que los combatientes kurdos abandonen la parte controlada por las YPG de Alepo.

### Contra⁠ofensiva del ejército y ofensiva rebelde en Ramouseh y la escuela de artillería
El 2 de agosto, el Ejército continuó con su esfuerzo de recuperar terreno y logró retomar varias posiciones en las proximidades del Proyecto de Vivienda 1070, así como la aldea Al-’Amariyah y dos colinas. Más tarde, los rebeldes lanzaron un asalto en el distrito de Ramouseh, con dos bombas de túneles rebeldes detonando bajo edificios que fueron utilizados como cuarteles por las fuerzas del gobierno. Posteriormente, los rebeldes en el interior de Alepo hicieron un avance hacia Ramouseh, intentando flanquear la Academia Militar. Más al sur, los rebeldes también tomaron el control del pueblo de Huwayz y una colina en Al-'Amariyah. Al mismo tiempo, en el extremo occidental de Alepo, los rebeldes tomaron el área de los aserraderos de Minyan. Sin embargo, esto resultó ser una trampa cuando el Ejército solicitó cuatro ataques aéreos rusos sobre el complejo, matando a 38 rebeldes y obligándolos a retirarse. Mientras tanto, el asalto rebelde a Ramouseh se desaceleró debido a los fuertes ataques aéreos rusos, a pesar de que los rebeldes mantenían posiciones elevadas. El ataque a Ramouseh fue finalmente rechazado con ganancias mínimas de los rebeldes, que fueron recapturadas, y el Ejército logró recuperar Huwayz y las colinas circundantes. Mientras continuaban los intensos combates en el extremo sudoeste de Alepo, las fuerzas del gobierno aseguraron el 30 por ciento del campamento de Handarat en el noreste de Alepo durante el día. En el transcurso de la lucha del día, las fuerzas rebeldes sufrieron numerosas bajas con varios comandantes muertos. También hubo afirmaciones a favor del gobierno de que los rebeldes habían usado armas químicas durante sus ataques. Según los informes, los rebeldes estaban irritados por la falta de progreso en el complejo 1070, la Academia Militar, Sawmill y Ramouseh, y estaban preparando un cuarto asalto contra las líneas del gobierno que incluiría más suicidas automovilistas.
Para el 3 de agosto, el contraataque del Ejército había recuperado 5 de las 8 posiciones que se habían perdido desde el inicio de la ofensiva rebelde, incluidas las dos aldeas y las dos colinas. Los rebeldes todavía tenían el control de un pueblo y cuatro colinas. Para este punto, los comandantes rebeldes habrían decidido abandonar su ofensiva planificada de seis etapas para revisar las futuras maniobras militares en la región, con planes para la próxima ola de ataque.
El 4 de agosto, se lanzó el cuarto asalto rebelde, dirigido a Ramouseh y Al-'Amariyah. Los rebeldes una vez más se apoderaron de Al-'Amariyah y su colina cercana, o al menos una parte de ella. Mientras tanto, el Ejército todavía estaba tratando de recuperar completamente el Proyecto de Vivienda 1070 y volver a tomar la escuela Al-Hikma con el apoyo de los ataques aéreos rusos.
El 5 de agosto, el Ejército recapturó todos los puntos que perdió el día anterior, incluido Al-'Amariyah. Más tarde, comenzó un ataque rebelde contra la Academia Militar, con dos coches-terroristas suicidas que atacaron posiciones gubernamentales. Los atentados suicidas, combinados con el fuego de artillería pesada, causaron confusión entre las fuerzas del gobierno, creando una oportunidad para que los rebeldes ingresen a la base y capturen una parte de ella. Sin embargo, los fuertes ataques aéreos proporcionaron al Ejército el tiempo suficiente para reagruparse, expulsar a los rebeldes de la base y repeler el ataque. Aun así, todavía existía una brecha en el extremo sur de la Academia Militar. Mientras tanto, las tropas gubernamentales lograron tomar la Fábrica de Acero después de enfrentamientos con rebeldes en el Campamento Handarat.

### Asalto rebelde a la base de artillería, levantamiento del asedio
El 6 de agosto, después de un nuevo ataque, los rebeldes tomaron el control de la escuela de Armamento y la mayor parte de la escuela de Artillería, y por lo tanto más de la mitad de la Academia Militar. La escuela de artillería había sido utilizada como base de artillería. Los combates continuaron en la Escuela Técnica Aérea, y los rebeldes finalmente fueron rechazados. Poco después de sus avances en la Academia Militar, los rebeldes dentro y fuera de Alepo avanzaron hacia el vecindario de Ramouseh, se unieron y lo capturaron. Con este avance, los rebeldes lograron cortar la línea de suministro del gobierno en la parte controlada por el gobierno del oeste de Aleppo y anunciaron que el asedio del Ejército al este de Aleppo había sido interrumpido. Sin embargo, la nueva línea de suministro de los rebeldes todavía estaba bajo el fuego de artillería del Ejército y fue golpeada por ataques aéreos, y ambos bandos quedaron esencialmente bajo asedio. Desde que comenzó la ofensiva rebelde, al menos 130 civiles habían muerto, la mayoría por bombardeos de los distritos controlados por el gobierno. También murieron 500 combatientes de ambos bandos, en su mayoría rebeldes. Al final del día, los rebeldes tenían el control de toda la base de la Academia Militar, después de tomar la escuela Técnica Aérea y el distrito de Ramouseh, mientras que el Ejército aún tenía la Fábrica de Cemento y partes de las viviendas militares. Los rebeldes capturaron varios vehículos blindados y una cantidad no revelada de municiones durante la captura de la academia militar, como se muestra en las imágenes al día siguiente. Fatah Halab emitió una declaración en la que prometía una amnistía para aquellos que permanecían en casa, en una mezquita o iglesia, o que soltaban sus armas.

## Consecuencias
El asedio de Alepo oriental se reasumió cuándo fuerzas del gobierno re-tomaron la Academia Militar el 4 de septiembre.